# كوه السفلي (سياهو)
کوه السفلی (بالفارسية: کوه سفلی) هي قرية تقع في إيران في قسم سياهو الريفي. يقدر عدد سكانها بـ 171 نسمة بحسب إحصاء 2016.